# Semicytherura caudata
Semicytherura caudata is een mosselkreeftjessoort uit de familie van de Cytheruridae. De wetenschappelijke naam van de soort is voor het eerst geldig gepubliceerd in 1999 door Ramos, Coimbra, Whatley & Moguilevsky.